# Здание детского приюта
Бывший детский приют — здание в исторической части Каменска-Уральского, Свердловской области.
Постановлением Правительства Свердловской области № 859-ПП от 28 декабря 2001 года присвоен статус памятника архитектуры регионального значения.

## Архитектура
Здание каменное двухэтажное квадратное в плане вписано в линейную застройку квартала. Главным является южный фасад, который выходит на улицу Ленина (бывшая Большая Московская).
Южный фасад симметричен. В центральной части находится ризалит в три оконные оси, боковые части горизонтально поделены цокольной полкой, надоконными тягами и междуэтажным карнизом. Верхнюю часть фасад также завершает карниз. Количество окон нечётное, по верху окна оформлены лепным профилем под архивольт. Окна второго этаже украшены сандриками. Восточный фасад декорирован также как и основной, за исключением пристроя с северо-восточного угла. Пристрой и остальные фасады оформлены просто, почти утилитарно.